# Gidrotorf
Gidrotorf (ros. Гидроторф) – osiedle typu miejskiego w Rosji, w obwodzie niżnonowogrodzkim, w rejonie bałachnińskim. W 2010 liczyło 7557 mieszkańców.